# HD 50223
HD 50223，又名CD-46 2703，SAO 218235、HR 2548，是一颗恒星，视星等为5.14，位于銀經256.12，銀緯-19.6，其B1900.0坐标为赤經6h 47m 5.2s，赤緯-46° -19.6′ 29″。